# Amiche per sempre (film)
Amiche per sempre (Now and Then) è un film del 1995 diretto da Lesli Linka Glatter.

## Trama
Nel 1991, quattro donne e amiche d'infanzia si riincontrano nella loro città natale di Shelby, nell'Indiana, in occasione del parto di una di loro, e ricordano la loro ultima estate passata insieme nel 1970.
Le donne comprendono l'autrice di fantascienza Samantha Albertson, la brillante attrice Tina "Teeny" Tercell, la ginecologa dal carattere duro  Dr. Roberta Martin e la casalinga Chrissy DeWitt, incinta e che dovrebbe dare alla luce il suo primo figlio a breve.
La storia risale al 1970, quando Samantha racconta l'estate memorabile condivisa dalle quattro donne allora giovani adolescenti. La dodicenne Samantha cerca di guadagnare abbastanza soldi per acquistare una casa sull'albero da collocare nel cortile di Chrissy nel loro ricco quartiere suburbano, la Gaslight Addition. Ognuna delle quattro ragazze sta affrontando le proprie avventure individuali. I genitori di Samantha sono nel bel mezzo di un divorzio, Teeny è alla ricerca della celebrità ed è pazza per i ragazzi, il maschiaccio Roberta prova imbarazzo a causa del suo seno in via di sviluppo e Chrissy è ingenua riguardo al sesso e alla vita in generale a causa della natura iperprotettiva di sua madre.
Motivate dall'interesse di Samantha per l'occulto, le ragazze escono regolarmente di notte per partecipare alle sedute spiritiche al cimitero. Durante una seduta, una lapide incrinata convince le ragazze di aver resuscitato lo spirito di un ragazzo identificato solo come Dear Johnny, morto nel 1945. Questo mette le ragazze alla ricerca di scoprire cosa è successo al ragazzo. In una biblioteca di una città vicina, Roberta scopre un articolo sulla morte di sua madre a causa di un incidente d'auto: è stata colpita frontalmente, intrappolata nella sua auto per un'ora, e poi è morta per un trauma cranico massivo e un'emorragia interna, fatti in precedenza sconosciuti a lei. Samantha trova un necrologio che menziona brevemente il caro Johnny e sua madre che stanno tragicamente morendo, ma molte pagine mancano, lasciando un mistero sulla causa della loro morte.
Nel frattempo, le ragazze entrano in ogni sorta di altre avventure, inclusa una guerra di scherzi in corso con un gruppo di ragazzi del quartiere chiamati fratelli Wormer e una rissa a una partita di softball dopo che un ragazzo del posto ha insultato Roberta. Roberta dà il suo primo bacio con Scott Wormer e gli fa giurare di non dirlo a nessuno. Una notte, dopo una certa tensione provocata da sua madre che esce con qualcuno di nuovo, Samantha sgattaiola fuori di casa. Lei e Teeny si ritrovano nei pressi della casa sull'albero del negozio, dove Samantha confida che i suoi genitori stanno per divorziare. Teeny la conforta e spezza in due la sua collana preferita, regalandone una metà a Samantha come braccialetto "migliori amiche per la vita". Quando le ragazze si dirigono a casa, scoppia un temporale e Samantha fa cadere accidentalmente il braccialetto in un tombino. Quasi annega cercando di recuperarlo, ma viene salvata da Crazy Pete, un vecchio del posto che esce solo di notte per andare in bicicletta. Questo fa sì che le ragazze cambino la loro impressione di Crazy Pete, che ammette di uscire solo di notte perché preferisce non stare in mezzo alla gente.
Le ragazze vanno al cimitero per eseguire un'ultima seduta spiritica per mettere a riposo l'anima del caro Johnny. La sua lapide sorge improvvisamente circondata da una luce intensa e da dietro appare una figura. Si scopre essere solo il giardiniere, che rimprovera le ragazze per "giocare" nel cimitero e spiega che la lapide danneggiata è stata sostituita perché è stato lui a romperla. Mentre se ne va, Samantha nota che Crazy Pete sta andando alla lapide. Rendendosi conto che è Peter, lo conforta, mentre lui le consiglia di non soffermarsi sulle cose. Qualche tempo dopo, la casa sull'albero viene finalmente acquistata e Samantha racconta: "La casa sull'albero avrebbe dovuto portarci più indipendenza. Ma ciò che l'estate ha effettivamente portato è stata l'indipendenza l'una dall'altra".
Il film torna al 1991 e Chrissy inizia il travaglio e dà alla luce una bambina. Più tardi, nei pressi della loro vecchia casa sull'albero, Roberta rivela che Crazy Pete è morto l'anno precedente e Samantha confessa che Pete era il padre di Dear Johnny. Le amiche confermano il loro patto e giurano di rimanere vicine.